# Omul fără însușiri
Omul fără însușiri (în germană Der Mann ohne Eigenschaften) este un roman filozofic neterminat în trei volume al scriitorului austriac Robert Musil, opera sa majoră. Primul volum a apărut în 1930 la Rowohlt Verlag. Romanul l-a plasat printre cei mai importanți romancieri ai secolului XX, alături de Marcel Proust (În căutarea timpului pierdut) și James Joyce (Ulise).
În 1903 schițează și primele pagini dintr-un roman autobiografic, care prefigurează Omul fără însușiri, și pe care îl intitulează provizoriu „Lucrări preliminare la un roman”.  În 1909 îl întâlnește pe Ludwig Klages, care îi va inspira personajul Meingast din Omul fără însușiri. Multe din impresiile și anecdotele culese de pe frontul primului război mondial vor fi încorporate în roman.
La 8 aprilie 1928 Musil publică în cotidianul Der Tag (Ziua) un extras din viitorul roman Omul fără însușiri, intitulat „Cacania. Un fragment”. Prima versiune a operei magistrale a lui Musil apare în 1930, având 630 de pagini. În martie autorul depusese manuscrisul la Editura Rowohlt care va scoate pentru început 5000 de exemplare. Cu ocazia unui interviu dat ziarului rus de la Moscova, Novy Mir, Musil mărturisea că lucrează la "un tablou satiric și utopic al culturii occidentale moderne". Primul volum al Omului fără însușiri apare în octombrie. În decembrie, scriitorul Thomas Mann îl declară în revista literară Das Tagebuch romanul anului. Volumul al doilea apare în 1933, an în care, după venirea lui Hitler la putere, Musil părăsește Germania și se stabilește la Viena. Diferendul cu Editura Rowohlt îl face să caute un alt editor. În ciuda elogiilor de care romanul s-a bucurat în Franța, din partea lui Jean Paulhan și Bernard Groethuysen, La Nouvelle Revue Française refuză publicarea sa în integralitate (Musil a refuzat cenzurarea anumitor pasaje). Doar două capitole sunt publicate în revista franceză Mesures, alături de textele altor mari scriitori. La 16 noiembrie 1934, Musil face o lectură publică a romanului său la Zürich, la care asistă și Thomas Mann care va scrie ulterior în Jurnalul său : "Înalt nivel al romanului lui Musil, comparabil cu Proust". Scriitorul Wolfgang Ystade, într-un interviu acordat ziarului Deutsche Zeitung din 20 noiembrie 1935, regretă că premiul Nobel de literatură i-a fost acordat lui Luigi Pirandello și nu lui Robert Musil. Îl propune de altfel ca viitor candidat.

## Traduceri în limba română
- Omul fără însușiri, 2 volume, traducere din limba germană de Mircea Ivănescu, Editura Polirom, Iași, 2008, 875 pagini (volumul 1), 539 pagini (volumul 2), ISBN 978-973-46-0518-7.